# Nambaryn Ėnhbajar
Nambaryn Ėnhbajar (in mongolo:
Намбарын Энхбаяр; Ulan Bator, 1º giugno 1958) è un politico mongolo, presidente della Mongolia dal 24 giugno 2005 al 24 maggio 2009.
Ėnhbajar è l'ex-presidente dell'ex-partito comunista, il Partito Rivoluzionario del Popolo Mongolo. È stato inoltre Primo Ministro della Mongolia dal 2000 al 2004 e Presidente del Parlamento tra il 2004 ed il 2005.